# Distretto di Laem Ngop
Il distretto di Laem Ngop (in thailandese: แหลมงอบ) è un distretto (amphoe) della Thailandia, situato nella provincia di Trat.